# マビノギオン
『マビノギオン』 (Mabinogion) は、中世のウェールズ語写本より収集した物語を収録した書物。ウェールズの神話・伝承を今に伝えるマビノギ四枝のほか、アーサー王伝説のバリエーションとなる話も含まれている。19世紀のイギリスの文学者シャーロット・ゲストの英訳によって一般に知られるようになった。

## 名前
「マビノギオン」という表記は1765年のWilliam Owen PugheのCambrian Registerにおける『The Mabinogion, or Juvenile Amusements, being Ancient Welsh Romances（マビノギオン、もしくは古代ウェールズのロマンスによる少年少女の娯楽）』が初出である。
その後、シャーロット・ゲストによりマビノギ四枝を含む2冊の写本から訳出された散文集のタイトルに採用され、その後も同書の題名として定着するに至った。だがマビノギオンという記述は、たしかに写本中のマビノギ四枝の最初の話の末尾に登場するが、いまでは写字生のミスで、本来は「マビノギ」とするべきであったという見方が一般的である。現に、残りの3つの話ではすべてマビノギと表記されている。
マビノギはマビノギ四枝のみを指す言葉であり、古来の伝統に由来する言葉だと推測される、というのが現時点での正確な意見である。マビノギ四枝はすべて “thus ends this branch of the Mabinogi”（これでマビノギのこの枝はおしまい）という定型句で終わっており、これが「マビノギ四枝」の名前の由来となっている。
マビノギという言葉自体については、ウェールズ語で少年を意味するmabと関連していることは確かであるが、正確な意味はよく分かっていない。しかしながら、エリック・P・ハンプは、マビノギの語源はケルトの神Maponos（神聖なる子）で、Maponosにちなむものを元々マビノギと呼んでいたという見方を提案した。

## 歴史
マビノギオンの物語は、2冊の中世ウェールズ語写本から取られている。ひとつは1350年ごろに書かれたルゼルフの白本 (Llyfr Gwyn Rhydderch)、もうひとつは1382年から1410年ごろに書かれたヘルゲストの赤本 (Llyfr Coch Hergest) である。物語のテキストや断片は13世紀前半の写本が見つかっている。
研究者の間では、物語自体の成立は写本の完成よりも古いということで同意が得られているが、物語の成立が具体的にいつごろかという点は議論の余地がある。マビノギオン全体の記述はそれぞれ異なる時代の異なる原典からとられたものがあるのは明らかであるため、単一の原典をもつことが明らかなマビノギ四枝の成立時期が議論の的になっている。
イヴォル・ウィリアムズは文学史上の議論をもとに1100年ごろと断定したが、後にソーンダース・ルイスは多くの議論の末に1170年から1190年とする説を打ち出した。T. M. チャールズ＝エドワーズは、1970年に発行された紙上で、それぞれの視点の強みと弱みについて検討し、批判を加えた上で、研究の余地は大いに残されているが、物語の言語から判断するに1000年から1100年の間がもっとも自然だとした。パトリック・シムズ＝ウィリアムズは1060年から1200年ごろだと考えられるとし、最近ではこれが定説となっている。
マビノギオンの物語の成立年代は、ジェフリー・オブ・モンマスの『ブリタニア列王史』(Historia Regum Britanniae) やクレティアン・ド・トロワのロマンスと比較した際に、アーサー王伝説の成立過程に大きな証拠となる可能性がある、きわめて重要な問題である。これが解明された場合のウェールズの神話・伝説・フォークロア・文化・言語の歴史に対する史料的価値は計り知れない。

## 物語
日本語題は中野節子訳に基づく（括弧内はウェールズ語の原題）。

### マビノーギの四つの物語
- ダヴェドの大公プイス (Pwyll Pendefig Dyfed)
- スィールの娘ブランウェン (Branwen Ferch Llŷr)
- スィールの息子マナウィダン（英語: Manawydan fab Llŷr）(Manawydan Fab Llŷr)
- マソヌウイの息子マース（英語: Math fab Mathonwy） (Math Fab Mathonwy)

### カムリに伝わる四つの物語
- マクセン・ウレディクの夢 (Breuddwyd Macsen Wledig)
- スィッズとスェヴェリスの物語 (Lludd a Llefelys)
- キルッフとオルウェン (Culhwch ac Olwen)
- ロナブイの夢 (Breuddwyd Rhonabwy)

### アルスルの宮廷の三つのロマンス
- ウリエンの息子オウァインの物語、あるいは泉の貴婦人 (Owain, neu Iarlles y Ffynnawn)
- エヴラウグの息子ペレドゥルの物語 (Historia Peredur vab Efrawc)
- エルビンの息子ゲライントの物語 (Ystorya Geraint fab Erbin)

## 日本語訳
- 中野節子『マビノギオン―中世ウェールズ幻想物語集』JULA出版局、2000年。ISBN 978-4882841937。
  - ウェールズ語原典復刻版からの完訳。
- 井辻朱美『マビノギオン―ケルト神話物語 シャーロット・ゲスト版』原書房、2003年。ISBN 978-4562037155。
  - シャーロット・ゲストの英訳版からの重訳。上記に加え「タリエシンの書」(The Book of Taliesin)を収録している。
- トマス・ブルフィンチ『中世騎士物語』野上弥生子(のがみやえこ)訳、岩波書店、1942年。(第33刷改版1980年 ISBN 978-4003222522)
  - 抄訳「マビノジョン」pp. 217-351